# William Zabka
William Michael Zabka (New York, 20 oktober 1965) is een Amerikaans acteur, regisseur en producent. Hij speelde onder andere de rol van Johnny Lawrence in de film The Karate Kid uit 1984 en in de vervolgserie Cobra Kai (vanaf 2018). In 2004 werd hij genomineerd voor een Oscar voor het meeschrijven aan en produceren van de film Most.

## Biografie
Zabka werd geboren in New York, als kind van Nancy (Heimert) en Stanley William Zabka. Hij heeft een broer en een zus.

## Carrière
Zabka brak door in de film The Karate Kid, waarin hij Johnny Lawrence speelde, de schurk uit de film, en de tegenstander van hoofdpersoon Ralph Macchio. Hij had voordien geen ervaring met oosterse vechtsporten, maar kon wel worstelen. Het spelen in de film inspireerde hem tot het leren van Tang Soo Do, en later behaalde hij de tweede graad van de groene band. Zijn Tang Soo Do leraar was Pat E. Johnson, die ook de vechtkunst-choreograaf was van de Karate Kid films.
In de jaren 1980 verscheen Zabka verder in de comedyfilms Just One of the Guys (1985) en Back to School (1986). Zabka had verder een van de hoofdrollen in de televisieserie The Equalizer waarin hij tussen 1986 en 1989 de zoon van de hoofdrolspeler speelde. Verder speelde hij Jack, het vriendje van Audrey in National Lampoon's European Vacation. In zijn latere carrière probeerde hij het spelen van de pestkop te vermijden. In een interview gaf hij aan dat hij op straat weleens door mensen werd lastiggevallen, vanwege de slechteriken die hij gespeeld had.
In de jaren 1990 en 2000 speelde hij vooral in onafhankelijke films, terwijl hij studeerde voor filmmaker. In 2003 schreef en produceerde hij de korte film Most, die gefilmd was op locaties in Tsjechië and Polen. Most (Tsjechisch voor "brug") had zijn wereldpremiere op het Sundance Film Festival van 2003 en won verschillende prijzen op prestigieuze filmfestivals, waaronder "Best of Festival" op het Palm Springs International Festival of Short Films in 2003. In 2004 werd hij genomineerd voor een Oscar voor Most in de categorie Live Action Short Film.
In 2007 regisseerde Zabka de videoclip "Sweep the Leg" van de band No More Kings. Zabka zelf speelde in de clip een karikatuur van zichzelf, waarin hij in de woestijn in een caravan woont, en gefrustreerd is over zijn rol in de film The Karate Kid. In de video zitten tevens verschillende andere acteurs uit de film, waaronder Martin Kove en Ralph Macchio. In 2010 regisseerde Zabka Rascal Flatts in hun clip voor het nummer "Why Wait". In hetzelfde jaar had Zabka een cameo in de film Hot Tub Time Machine. In 2013 speelde Zabka samen met Macchio een gastrol in seizoen 8 van de televisieserie How I Met Your Mother, "The Bro Mitzvah". Zabka speelde ook mee in verschillende afleveringen van het negende seizoen. Zabka regisseerde verder reclames voor klanten zoals Little Tikes en Verizon in Heresy in Venice, California.
Op 4 augustus 2017 werd bekendgemaakt dat Zabka opnieuw in de huid van Johnny Lawrence zou kruipen, in een 10-delige vervolgserie op The Karate Kid voor YouTube Red, onder de titel Cobra Kai die vanaf 2018 uitkwam. Deze serie maakte hij samen met Ralph Macchio. De serie beschrijft het leven van hoofdpersonen Johnny en Daniel, 34 jaar na de gebeurtenissen in de film.

## Nominaties
| Jaar | Prijs              | Categorie                                                                           | Film                                | Resultaat   |
| ---- | ------------------ | ----------------------------------------------------------------------------------- | ----------------------------------- | ----------- |
| 1985 | Young Artist Award | Best Young Supporting Actor in a Motion Picture Musical, Comedy, Adventure or Drama | The Karate Kid                      | Genomineerd |
| 2004 | Academy Awards     | Best Short Film, Live Action                                                        | Most (shared with Bobby Garabedian) | Genomineerd |

- Biblioteca Nacional de España: XX1160145
- Bibliothèque nationale de France: cb144603819 (data)
- International Standard Name Identifier: 0000 0001 1628 8131
- Library of Congress Control Number: no2010126251
- Nationale Bibliotheek van Tsjechië: mzk20201068353
- Système universitaire de documentation: 077446267
- Virtual International Authority File: 42063497
- WorldCat: E39PBJhhxgpRvrT6pkXkWQDKBP